# Magic Johnson
Earvin "Magic" Johnson Jr. (Lansing (Michigan), 14 augustus 1959) is een Amerikaans voormalig basketballer en basketbalcoach. Hij speelde als point guard bij de Los Angeles Lakers in de NBA waar hij zijn grootste successen behaalde. Samen met Larry Bird (van de Boston Celtics) werd hij gezien als een van de exponenten die het professionele basketbal weer interessant voor de media maakten.
Hij begon zijn carrière op Everett-highschool, waar hij zich al snel ontwikkelde tot een van de beste spelers van dat niveau. In het jaar 1976-1977 behoorde hij tot de McDonald's All-Americans. Hoewel er zich meerdere universiteiten hadden gemeld, koos hij onder grote publieke belangstelling voor zijn eigen Michigan State, waar hij de positie van zijn dromen als point guard mocht gaan vervullen. Met een lengte van twee meter en zes centimeter en zijn uitzonderlijke balvaardigheid, spelinzicht en passing ontwikkelde hij zich al snel samen met Larry Bird (die op dat moment uitkwam voor Indiana State) tot de beste spelers op collegeniveau van dat moment. In 1979 veroverde hij, ten koste van het team van Bird, het begeerde NCAA-kampioenschap in een van de grootste collegeveldslagen ooit vertoond.
Later dat jaar werd hij als nummer 1 in de NBA Draft gekozen door de Los Angeles Lakers, waar hij in het team van Kareem Abdul-Jabbar terechtkwam. Met zijn legendarische passing bleek hij al snel een uitstekende aanvulling te zijn in het team van de lange center Jabbar. Johnson behaalde met de Lakers 5 NBA-kampioenschappen en werd drie keer uitgeroepen tot Most Valuable Player. (Gedurende zijn carrière in de NBA haalde hij een gemiddelde van 19.5 punten per wedstrijd, 10.1 assists per wedstrijd, 7.2 rebounds per wedstrijd en 1.7 steals per wedstrijd.)
Hij stopte met spelen in het begin van de jaren negentig, toen hij bekendmaakte hiv-positief te zijn. Hiermee heeft hij het taboe rond hiv willen doorbreken.

## Het begin
Johnson werd geboren op 14 augustus 1959 in Lansing, Michigan. Hij was het zesde kind van de tien kinderen die Earvin Sr. en Christine Johnson hadden. Hij ging niet enkel naar school op de Everett-highschool maar daar begon ook zijn basketbalcarrière. Op zijn vijftiende verdiende Johnson de bijnaam "Magic" nadat hij 36 punten scoorde met zo'n 16 assists en 16 rebounds. Hij ontwikkelde zich al snel tot een van de beste spelers op deze school. In het laatste jaar leidde hij zijn team naar een 27-1 record en de staatstitel met een spelgemiddelde van 28.8 punten en 16.8 rebounds per wedstrijd.

## College
Zoals hierboven vermeld, kon Johnson uit verschillende universiteiten kiezen. Hij koos echter om dicht bij huis te blijven en schreef zich in bij de Michigan State University in East Lansing. Als eerstejaars leidde hij Michigan State, met een spelgemiddelde van 17 punten, 7.9 rebounds en 7.4 assists, naar de Big Ten Conference-titel. Het was de eerste keer in de schoolgeschiedenis dat de Spartans meer dan 20 wedstrijden wonnen. In zijn eerste jaar kon hij de Spartans niet leiden naar de NCAA-kampioenschapstitel. Dat kon hij in zijn tweede jaar wel, met hetzelfde spelgemiddelde leidde hij zijn team naar de NCAA-kampioenschapstitel. Ze versloegen Indiana State met zijn rivaal, Larry Bird. Deze wedstrijd was een van de meest bekeken collegebasketbalwedstrijden ooit op de NBC. Johnson werd uitgeroepen tot de meest opmerkelijke speler (Most Outstanding Player of the Final Four).

## Professionele carrière

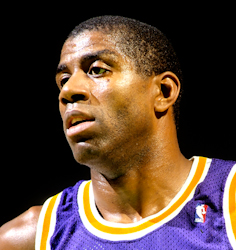
Magic Johnson, 1987

### Eerste seizoen als debutant
Na twee jaar bij Michigan State, werd hij in de 1979 NBA Draft gekozen als eerste door de Los Angeles Lakers. Door bij de Lakers te gaan spelen was Johnson terechtgekomen in het team van Kareem Abdul-Jabbar.

### Na de Olympische Spelen en het latere leven
Johnson speelde in 1992 (Den Bosch) en 1994 (Amsterdam) twee wedstrijden in Nederland. Beide keren maakte Johnson deel uit van een verzameling oud-NBA-sterren zoals o.a. Moses Malone, Adrian Dantley en George 'The Iceman' Gervin. Bij het optreden in Den Bosch verzorgde Johnson drie dagen lang clinics en lezingen op scholen in het kader van een anti-aids-campagne. In zowel Den Bosch als Amsterdam was de Nederlandse nationale ploeg de tegenstander, maar van een serieuze wedstrijd was beide keren geen enkele sprake. De Amerikanen wonnen beide duels op hun gemak met tien punten verschil.

## Persoonlijk leven
Johnson werkt nu voornamelijk als analist voor de Amerikaanse televisie en doet veel aan liefdadigheid. Hij gebruikt zijn status als voormalige sportster om minderbedeelden een kans te geven en meer bewustheid te creëren rondom hiv en aids. Hij staat nog steeds bekend als de beste point guard aller tijden en is opgenomen bij de 50 beste NBA-spelers aller tijden.

## South Park
Magic Johnson werd geparodieerd in South Park, omdat hij al lang met hiv leeft. Cartman en Kyle, besmet met hiv, gaan naar Magic Johnson toe om te vragen waarom Magic Johnson al 20 jaar hiv heeft zonder te sterven. Uiteindelijk bleek dit door zijn vele geld te zijn waarmee hij 's nachts sliep.